# Cees Priem
Cees Priem, né le 27 octobre 1950 à Ovezande, est un coureur cycliste néerlandais. Durant sa carrière amateur, il a participé aux Jeux olympiques de 1972 à Munich. Il est ensuite passé coureur professionnel de 1973 à 1987. Il remporte deux étapes du Tour de France, en 1975 et 1980, et du Tour d'Espagne, en 1976 et 1977. Après sa carrière de coureur, il devient directeur sportif de l'équipe TVM, de 1988 à 1999.

## Biographie

### Carrière cycliste

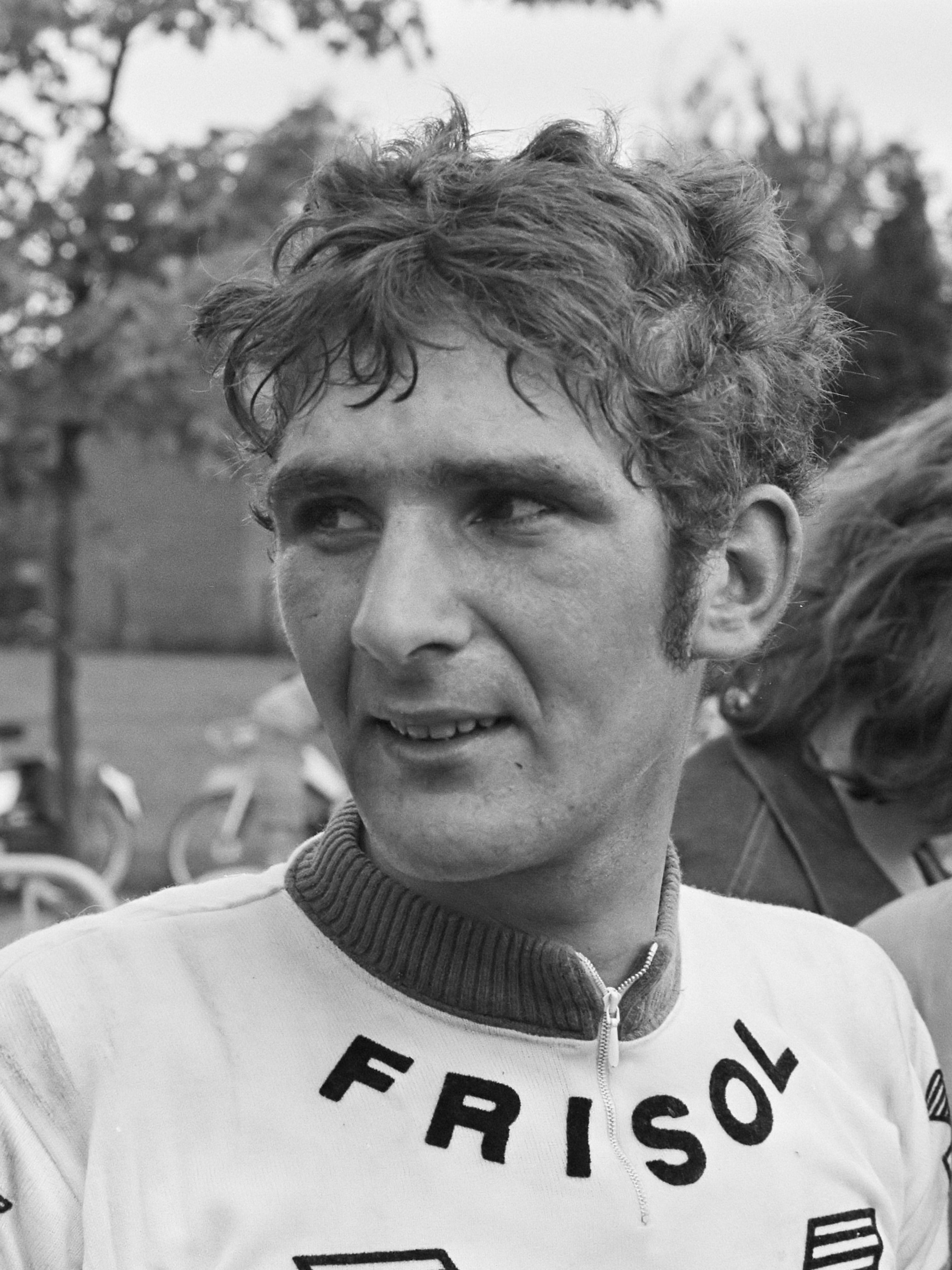
Cees Priem (1974)

Cees Priem est longtemps resté chez les amateurs (1967 à 1972). Il remporte de nombreux succès dans des courses de seconde zone aux Pays-Bas. En 1970, il gagne le Tour de Zélande centrale, l'année suivante, il s'adjuge l'Olympia's Tour. En 1972, il participe aux Jeux olympiques de Munich. Il y remporte le contre-la-montre par équipes avec l'équipe des Pays-Bas, composée de Fedor den Hertog, Hennie Kuiper et Aad van den Hoek. L'équipe est cependant déclassée car ce dernier fait l'objet d'un contrôle antidopage positif à la coramine, produit autorisé à l'époque par l'Union cycliste internationale mais interdit par le Comité international olympique.
Il passe professionnel en 1973 où il obtient de nombreux succès dans des petites courses et des victoires d'étapes sur les grands tours. En 1975, il devient champion des Pays-Bas sur route. Membre de l'équipe Ti-Raleigh de 1978 à 1983, il remporte avec elle deux contre-la-montre par équipes du Tour de France 1981 et il est coéquipier de Joop Zoetemelk lors de sa victoire au Tour 1980. Cinq fois il participe au Tour de France, où il s'impose à deux reprises (1975 et 1980) sans jamais réussir à finir la course. Entretemps, il ajoute à son palmarès deux étapes du Tour d'Espagne (1976 et 1977). En 1980, il gagne la Coppa Agostoni et en 1983 les Trois Jours de La Panne. Lors de la saison 1984, il s'essaie au demi-fond sur piste et termine troisième du championnat des Pays-Bas.

### Directeur sportif et affaires de dopage
Après la fin de sa carrière de coureur, Cees Priem devient entre 1988 et 1998 directeur sportif de l'équipe TVM-Farm Frites. Dans le cadre  du scandale de dopage du Tour de France 1998, il est arrêté par les autorités judiciaires françaises et considéré comme le principal responsable du dopage organisé au sein de l'équipe TVM. Il est condamné à une peine d'emprisonnement de 18 mois et 80 000 francs suisses d'amende. En mars 1998, un camion de la formation TVM avait été arrêté avec dans son chargement 104 ampoules d’un produit interdit. Le camion de l'équipe essayait d'introduire en Suisse divers produits. En 2014, les deux ex-coureurs de l'équipe TVM, Jeroen Blijlevens et Bart Voskamp, ont avoué que les produits, en particulier les ampoules d'EPO, leur étaient destinés. Les deux coureurs ont déclaré que les dirigeants de l'équipe n'étaient pas au courant et qu'ils avaient été condamnés injustement,. Par la suite, en réponse, Priem se contenta de cette déclaration : « Mieux vaut tard que jamais ».
Trois mois avant l'affaire de dopage de 1998, lors de l'Amstel Gold Race, Priem fait accidentellement chuté avec son véhicule, l'un de ses coureurs, l'Australien Scott Sunderland. À la suite de cet accident, Sunderland reste plusieurs jours dans le coma. Priem qui aurait présenté des excuses très légères  selon Sunderland, a dû payer des dommages et intérêts importants à l'Australien (37 000 euros).

### Vie privée
Priem est originaire de Zélande où il est comme son père, menuisier de profession. Il vit maintenant près de son lieu de naissance d'Ovezande à Wemeldinge.

## Palmarès sur route

### Palmarès amateur
- 1968
  - 2e de la Flèche flamande
- 1970
  - Tour de Zélande centrale
  - 2e de la Flèche flamande
  - 3e du championnat des Pays-Bas sur route amateurs
  - 6e du championnat du monde sur route amateurs
- 1971
  - Classement général de l'Olympia's Tour
  - 2e, 3e et 6e étapes du Tour d'Autriche
  - 3e du Tour du Limbourg
- 1972
  - Classement général du Circuit de Saône-et-Loire
  - 8e étape du Tour de l'Avenir
  - 2e (contre-la-montre par équipes) et 6e étapes de la Milk Race
  - 2e de l'Omloop van de Braakman
  - 3e du Ronde van Oud-Vossemeer
- 1973
  - 2e étape de l'Olympia's Tour
  - Ster van Zwolle
  - 2e de Courtrai-Gammerages
  - 3e de Gand-Wevelgem amateurs

### Palmarès professionnel
| - 1974 - Champion des Pays-Bas sur route - Tour de Gueldre - 2e étape du Tour de Romandie - 1975 - À travers la Belgique - 1rea étape du Tour de France - 2e du Tour du Limbourg - 3e de la Puivelde Koerse - 9e de Paris-Bruxelles - 10e de Paris-Tours - 1976 - 14e étape du Tour d'Espagne - 2e du Tour d'IJsselmonding - 1977 - 10e étape du Tour d'Espagne - 3e du Tour de Belgique - 5e de Bordeaux-Paris - 8e de Paris-Tours - 1978 - 2e étape du Tour de Belgique - Tour de Flandre occidentale - Grand Prix Melckenbeeck - 1re étape du Tour de Grande-Bretagne - 6e étape des Six Jours du Rhin et de la Gouwe - 3e étape du Tour des Pays-Bas - 2e des Trois Jours de La Panne | - 1979 - 1re étape du Tour méditerranéen - 1reb étape de Paris-Nice (contre-la-montre par équipes) - 6e étape du Tour des Pays-Bas (contre-la-montre par équipes) - 9e de Paris-Tours - 1980 - 10e étape du Tour de France - 2e du Grand Prix d'Antibes - 3e du Tour de Zélande centrale - 1981 - 5ea étape du Tour de Belgique (contre-la-montre par équipes) - 2e de À travers la Belgique - 1982 - Étoile de Bessèges : - Classement général - 1re étape - 6eb étape du Tour des Pays-Bas (contre-la-montre par équipes) - 1983 - Classement général des Trois Jours de La Panne - 2e de La Marseillaise - 1984 - Grand Prix de la ville de Vilvorde |

## Résultats sur les grands tours

### Tour de France
5 participations 
- 1974 : abandon (4e étape)
- 1975 : abandon (13e étape), vainqueur de la 1rea étape
- 1980 : abandon (13e étape), vainqueur des 1reb (contre-la-montre par équipes), 7ea (contre-la-montre par équipes) et 10e étapes
- 1981 : abandon (14e étape), vainqueur des 1reb et 4e étapes (2 contre-la-montre par équipes)
- 1986 : abandon (12e étape)

### Tour d'Espagne
2 participations
- 1976 : 32e, vainqueur de la 14e étape
- 1977 : non-partant (12e étape), vainqueur de la 10e étape

## Palmarès sur piste

### Championnats des Pays-Bas
| - 1973 - 2e de la poursuite - 3e du scratch - 1984 - 3e du demi-fond | - 1985 - 3e du demi-fond - 1986 - 3e de la course aux points |

## Distinctions
- Cycliste espoirs néerlandais de l'année : 1970